# Hazrat-e Sa`id
Hazrat-e Sa`id é uma cidade na província de Badaquexão, situada no nordeste do Afeganistão. Localiza-se às margens do rio Kokcha e no caminho do distrito de Jurm, a uns quinze quilômetros ao norte de Garghamu.